# سيمون ماركوس
سيمون ماركوس هو ملاكم تايلندي كندي، ولد في 5 نوفمبر 1986 في تورونتو في كندا.

## وصلات خارجية
- سيمون ماركوس على موقع IMDb (الإنجليزية)